# Gvozden Flego
Gvozden Srećko Flego (Zagreb, 1. travnja 1946.), hrvatski filozof i političar.

## Životopis
Rođen je 1946. godine u Zagrebu. Diplomirao je filozofiju i indologiju na Filozofskom fakultetu u Zagrebu. Doktorirao filozofiju 1983. godine, boravio na nekoliko stručnih usavršavanja u inozemstvu, stipendist Kluba Hrvatskih Humboldtovaca (1978. – 1979.)
Član redakcija časopisa: "Praxis", "Kulturni radnik", "Filozofska istraživanja", "Synthesis philosophica" (1971. – 91.); asistent, docent pa izvanredni i redoviti prof. na Odsjeku za filozofiju Filozofskog fakulteta u Zagrebu (1974.-); tajnik (1976. – 78.) potom predsjednik (1984. – 86.) Hrvatskog filozofskog društva; suosnivač i ko-urednik različitih biblioteka; suorganizator i organizator više od desetak međunarodnih filozofskih skupova u Hrvatskoj i inozemstvu; kodirektor 13 sesija međunarodnih poslijediplomskih tečajeva u Interuniverzitetskom centru u Dubrovniku (1984. – 2002.); međunarodni suradnik Collège International de Philosophie (Paris, 1992. – 98.); član pa predsjednik Komisije za visoko obrazovanje Instituta otvoreno društvo Hrvatska (1994. – 2000.); član međunarodnog Izvršnog odbora Higher Education Support Program (HESP), Open Society Institute (OSI), Budimpešta/New York, u kojem obavlja različite funkcije (1994. – 8.); gostujući profesor na Central European University, Budimpešta (1995. – 6.).
Bio je šef Katedre za političku i socijalnu filozofiju te filozofsku antropologiju, Odsjek za filozofiju (1997. – 2002.); član međunarodnog Savjeta Interuniverzitetskog centra (IUC), Dubrovnik (1998. – 2002., 2004.-); član pa predsjednik (1998. – 2002.) Hrvatske udruge za društvene i humanističke znanosti (HUDHZ); član Izvršnog odbora Hrvatskog helsinškog odbora (2000. – 2.); vanjski član Odbora za obrazovanje, znanost i kulturu Sabora (2001. – 2002.); direktor 1. clustera poslijediplomskog studija The European Regional Master in Democracy and Human Rights in South-East Europe, Sarajevo - Bologna (2000.-); ministar znanosti i tehnologije (2002. – 3.).

## Zanimljivosti
Godine 2015. na svojem Facebook računu objavio je kritičko-šaljivi osvrt na najavu tadašnje predsjednice RH Kolinde Grabar-Kitarović da će upisati poslijediplomskih studij političke znanosti na Fakultetu političkih znanosti u Zagrebu, na što je filozof Kristijan Krkač napisao otvoreno pismo hrvatskim filozofima u kojem Flegin tekst koristi kao pokazatelj lošeg stanja akademske filozofije u Hrvatskoj.

## Vanjske poveznice
- (hrv.) Gvozden Srećko Flego, Zastupnici 6. saziva Hrvatskoga sabora  Arhivirana inačica izvorne stranice od 4. listopada 2013. (Wayback Machine)
- (hrv.) Gvozden Srećko Flego  Arhivirana inačica izvorne stranice od 4. listopada 2013. (Wayback Machine)
- (hrv.) Flego, Gvozden Hrvatska enciklopedija